# 藤井基之
藤井 基之（ふじい もとゆき、1947年3月16日 - ）は、日本の政治家、薬剤師。
文部科学副大臣（第2次安倍改造内閣・第3次安倍内閣）、参議院議員（3期）、自由民主党参議院政策審議会長などを歴任。

## 概要
岡山県岡山市生まれ。現在は神奈川県在住。岡山大学教育学部附属中学校、岡山操山高等学校、東京大学薬学部卒業。1969年、厚生省（現厚生労働省）に薬系技官として入省。薬務局麻薬課長等の役職を歴任した。
2001年に退官。同年、第19回参議院議員通常選挙に自由民主党公認で比例区から出馬し、初当選。2002年には例外的に夫婦の別姓を実現させる会に参加。2004年、厚生労働大臣政務官に就任。
2007年の第21回参議院議員通常選挙では、16万票余りの票を獲得するも落選。2010年の第22回参議院議員通常選挙に再度、自民党公認で比例区から出馬し当選、3年ぶりに国政に復帰した。
2013年8月7日、参議院原子力問題特別委員長に就任。
2014年9月3日、第2次安倍改造内閣で文部科学副大臣に就任。
2016年の第24回参議院議員通常選挙に自民党公認で比例区から出馬し3回目の当選。
2020年、改選を迎える2022年の第26回参議院議員通常選挙に立候補しない意向を固め、同年2月に日本薬剤師連盟は藤井の後継候補として神谷政幸を選出した。
2021年11月、参議院政策審議会長に就任。
2022年に行われた第26回参議院議員通常選挙には不出馬。日本薬剤師連盟の後継候補である神谷が初当選を果たした。同年、旭日重光章受章。

## 人物
日本薬剤師会、日本薬剤師連盟の支持を受けている。

## 著書
- 『創薬論』（薬事日報社、1995年）
- 『藤井もとゆきは6年間国会で何をしたのか? - 1年生薬剤師議員奮戦記』（薬事日報社、2008年）

### 監修
- 『亡国のドラッグ』（医薬経済社、2005年）
- 『これからの治療薬 代謝機能薬編（糖尿病薬・用語解説）』（ドーモ編、薬事日報社、2006年）
- 『これからの治療薬 血管機能薬編 循環器系 1（利尿薬・降圧薬・昇圧薬・血管拡張薬・用語解説）』（ドーモ編、薬事日報社、2006年）
- 『これからの治療薬 心臓機能薬編 循環器系 2（抗心不全薬・抗不整脈薬・抗狭心症薬・用語解説）』（ドーモ編、薬事日報社、2006年）
- 『これからの治療薬 免疫機能薬編（免疫抑制薬・抗アレルギー薬・抗リウマチ薬・抗エイズ薬・ワクチン・用語解説）』（ドーモ編、薬事日報社、2007年）
- 『これからの治療薬 血栓機能薬編（抗血栓薬・止血薬・脳梗塞治療薬・用語解説）』（ドーモ編、薬事日報社、2007年）
- 『新・亡国のドラッグ』（医薬経済社、2010年）

### 博士論文
- 『新医薬品の研究開発動向に対する行政施策の効果に関する研究』（博士（薬学）、乙種、東京大学、1995年）